# Bohdan Krzywicki
Bohdan Krzywicki (ur. 28 stycznia 1935 w Wójtowcach, zm. 23 kwietnia 2020 w Konstancinie-Jeziornie) – polski aktor. 

## Życiorys
Od 1952 przez dwa sezony występował w Pomorskim Teatrze Młodego Widza w Bydgoszczy, w latach 1955-1958 był aktorem Teatru im. Stefana Jaracza w Olsztynie. W 1958 zdał eksternistyczny egzamin aktorski i przeprowadził się do Warszawy, gdzie w latach 1958-1960 grał w Teatrze Powszechnym, następnie w sezonie 1960/1961 w Teatrze Syrena. W latach 1961–1963 grał w Teatrze Polskim, a następnie od 1974 do 1978 ponownie w Teatrze Syrena. Od 1962 wielokrotnie grał w filmach, najczęściej były to role drugoplanowe i charakterystyczne.

## Filmografia
- Gangsterzy i filantropi,
- Poszukiwany, poszukiwana,
- Wodzirej,
- Kochaj albo rzuć,
- Miś,
- Kariera Nikodema Dyzmy,
- Najdłuższa wojna nowoczesnej Europy,
- Zmiennicy,
- Czterdziestolatek. 20 lat później,
- Sukcesja,
- 1920 Bitwa warszawska.